# Sco Ruston
Sco Ruston är en by i civil parish Tunstead, i distriktet North Norfolk, i grevskapet Norfolk i England. Byn är belägen 15 km från Norwich. Sco Ruston var en civil parish fram till 1935 när blev den en del av Tunstead. Civil parish hade 88 invånare år 1931. Byn nämndes i Domedagsboken (Domesday Book) år 1086, och kallades då Ristuna.